# 始鰐螺
始鰐螺（學名：Eosurcula）是一類已滅絕的腹足綱軟體動物化石。它們生存於始新世的亞洲、歐洲及北美洲。

## 棲息地
這種肉食性海洋生物棲息於沙質土壤中較深的海域。

## 物種
- Eosurcula moorei Gabb, 1860 from Bartonian in Texas[2]
- Eosurcula stena (Edwards) from Hampshire[3]

## 外部連結
- Paleobiology Database（页面存档备份，存于）